# ジェリー・エストラーダ
ジェリー・エストラダ（Jerry Estrada、本名：ヘラルド・エルナンデス・エストラーダ（Gerardo Hernandez Estrada）、1958年1月10日 - ）は、メキシコのプロレスラー。コアウイラ州モンクローバ出身。

## 来歴
子供のころから独学でルチャを学び、地元の先輩のエローデスの付き人を経て1978年に地元からデビュー。1982年メキシコシティ進出、EMLL（現在のCMLL）などで活動、1984年10月には全日本プロレスに来日、三沢光晴のタイガーマスクと対戦した。
帰国後EMLLでは1984年3月2日にウルトラマンを破りメキシコナショナルミドル級王座や1987年8月30日にはピラタ・モルガン、オンブレ・バラと組んでリンゴ・メンドーサ、キッス、ラヨ・デ・ハリスコ・ジュニア組を破りメキシコナショナルトリオ王座を奪取、1991年9月には新たに新設されたCMLL世界ライトヘビー級王座に16人挑戦のトーナメントでピエロー・ジュニアを破り初代王者に認定。
1991年12月10日にはSWSの東京ドーム大会のウルティモ・ドラゴンの日本の初登場の相手も努め、翌年の6月にもSWSに来日した。
1996年6月にそれまで所属だったCMLLからAAAに移籍。
AAAでは1995年3月28日にラ・パルカ（オリジナル）を破りメキシコナショナルライトヘビー級王座を奪取。
その後AAAを退団、インディマットを転戦していたが、2013年に引退。

## 得意技
- フライングセントーン[1]
- トペ・スイシーダ[1]

## 獲得タイトル
EMLL/CMLL/メキシコ連邦区ボクシング・レスリング協会
メキシコナショナルミドル級王座
メキシコナショナルトリオ王座（w/ ピラタ・モルガン、オンブレ・バラ）
CMLL世界ライトヘビー級王座
メキシコナショナルライトヘビー級王座
WWC
WWC世界ジュニアヘビー級王座